# Trần Chung
Trần Chung (1 tháng 12 năm 1927 tại Hải Phòng - 12 tháng 9 năm 2002 tại Hà Nội) là một nhạc sĩ Việt Nam nổi tiếng. Ông là tác giả của các ca khúc Cách mạng về dãy núi Trường Sơn như Đêm Trường Sơn nhớ Bác, Bài ca Trường Sơn, Chiều biên giới.

## Tiểu sử
Nhạc sĩ Trần Chung sinh năm 1927 tại Hải Phòng (quê gốc tại xã Hòa Hậu, huyện Lý Nhân, tỉnh Hà Nam) yêu ca hát từ nhỏ và đến với âm nhạc bằng cách tự học. Khi Cách mạng tháng Tám diễn ra, Trần Chung năm đó 18 tiến hành nhập ngũ. Nhờ có giọng hát hay và nét chữ đẹp, ông được điều làm công việc văn phòng.
Sau một đợt bị ốm nặng được đơn vị cho về gia đình điều trị, khỏi ốm, Trần Chung bị địch phát hiện và bắt giam ở cùng phòng vơi ca sĩ Kim Tiêu. Khi Hải Phòng được giải phóng Trần Chung mới được cứu thoát.
Sau khi được giải thoát, Trần Chung tham gia phong trào ca hát đoàn "Bồ câu trắng" ở Hải Phòng. Năm 1956, ông có chuyến đi về Hải Phòng thực hiện chương trình thu thanh Ca hát quần chúng của đài Tiếng nói Việt Nam, nhạc sĩ Hồ Bắc đã phát hiện giọng hát nam cao Trần Chung, ông được chuyển về làm ca sĩ trong dàn nhạc Đài, tuy là ca sĩ nhưng ông say mê học hỏi sáng tác.
Trần Chung mất năm 2002 tại Hà Nội, được trao tặng giải thưởng Nhà nước cùng năm.

## Tác phẩm
- Cô gái hội Lim (1957, phổ thơ Hoa lúa của Hữu Loan)
- Tiếng gọi sông Đà
- Bài ca Trường Sơn (phổ thơ Gia Dũng)
- Đêm Trường Sơn nhớ Bác (phổ thơ Nguyễn Trung Thu)
- Tình yêu nông trường
- Chiều biên giới (1980, phổ thơ Lò Ngân Sủn)
- Mùa xuân trên thành phố dệt
- Qua cầu sông Thương
- Khúc ca Hà Sơn Bình
- Mùa xuân đến rồi đó
- Về thăm mẹ
- Nhớ về Cúc Phương
- Đất nước tôi
- Hát lên em ơi cô gái Xã Viên
- Hát mừng non nước hôm nay
- Về Yên Tử
- Nắng trên mỏ thiếc
- Từ Đông Hà qua Bản Đông
- Chiều dài biên giới (1979)

## Trích dẫn
- Muốn có tác phẩm hay, mang hơi thở cuộc sống, người nghệ sĩ không thể ngồi trong phòng kín mà sáng tác được.